# کلاته عبدل (میامی)
کلاته عبدل روستایی در دهستان فرومد بخش مرکزی شهرستان میامی استان سمنان ایران است.این روستا تا سال ۱۳۱۱ از توابع خراسان و سبزوار بوده و با نزدیک‌ترین مرکز شهرستان یعنی داورزن در استان خراسان رضوی ۴۵ کیلومتر فاصله دارد. مردم این روستا به زبان فارسی خراسانی با لهجه سبزواری صحبت می‌کنند.

## جمعیت
بر پایه سرشماری عمومی نفوس و مسکن در سال ۱۳۹۵ جمعیت این روستا ۴۹ نفر (۱۵خانوار) بوده‌است.